# Alcyonomolgus
Genre
Alcyonomolgus est un genre de copépodes de la famille des Rhynchomolgidae.

## Distribution
Les espèces de ce genre se rencontrent dans l'océan Pacifique et l'océan Indien.
Les espèces de ce genre sont associées à des Alcyonacea.

## Liste des espèces
Selon World Register of Marine Species (21 décembre 2017) :
- Alcyonomolgus bicrenatus (Humes, 1982)
- Alcyonomolgus dissimilis (Humes, 1982)
- Alcyonomolgus incisus (Humes & Ho, 1968)
- Alcyonomolgus insolens (Humes & Ho, 1968)
- Alcyonomolgus lumellifer Humes, 1990
- Alcyonomolgus petalophorus (Humes, 1982)
- Alcyonomolgus relativus (Humes, 1982)
- Alcyonomolgus sarcophyticus (Humes, 1982)

## Publication originale
- Humes, 1990 : Synopsis of lichomolgid copepods (Poecilostomatoida) associated with soft corals (Alcyonacea) in the tropical Indo-Pacific. Zoologische Verhandelingen, vol. 266, p. 1-201.